# Mark Miller (koszykarz)
Mark Miller (ur. 15 września 1975 w Chicago) – amerykański koszykarz występujący na pozycji rzucającego obrońcy, po zakończeniu kariery zawodniczej trener koszykówki, obecnie asystent trenera drużyny akademickiej Uniwersytetu Roberta Morrisa.

## Osiągnięcia
Na podstawie, o ile nie zaznaczono inaczej.
NCAA
- Uczestnik turnieju NCAA (1998)
- Mistrz sezonu regularnego Ligi Horizon (1998)
- Koszykarz roku Ligi Horizon (1998)[3]
- Zaliczony do:
  - I składu Ligi Horizon (1998)
  - Galerii Sław Sportu uczelni UIC – UIC Athletics Hall of Fame (2003)
- Lider Ligi Horizon:
  - w średniej:
    - punktów (19,7 – 1998)
    - przechwytów (2 – 1996)

  - w liczbie:
    - zdobytych punktów (531 – 1998)
    - przechwytów (57 – 1996, 49 – 1997)
    - oddanych rzutów:
      - z gry (439 – 1998)
      - wolnych (150 – 1997)

Drużynowe
- Mistrz Polski (2004, 2005)
- Wicemistrz Niemiec (2001)
- Finalista Pucharu Chorwacji (1999)

Indywidualne
- MVP ligi niemieckiej (2001)
- Najlepszy Rezerwowy PLK (2004 według Gazety)[4]
- Zwycięzca konkursu wsadów niemieckiej ligi BBL (2001)